# Arista Nashville
Arista Nashville fue una compañía discográfica, subsidiaria de Sony Music Nashville. Fundada en 1989, estuvo especializada en música country, los artistas más destacados fueron Alan Jackson, Brooks & Dunn, Brad Paisley y Carrie Underwood. La discográfica tuvo tres sellos discográficos hermanos: Career Records, Arista Austin y Arista Latin hasta su disolución en 2023.

## Historia
Arista Nashville fue fundada por Tim DuBois en 1988. El primer artista que firmó con la compañía fue Alan Jackson. En sus primeros cinco años firmaron con ella Asleep at the Wheel, Exile, Rob Crosby, Steve Wariner, Michelle Wright, Pam Tillis, Brooks & Dunn, Diamond Rio, Lee Roy Parnell, Radney Foster, Blackhawk y The Tractors. Los artistas Brooks & Dunn y Alan Jackson se han mantenido en Arista toda su carrera.
La discográfica creó en 1993 Arista Texas, que se especializaría en artistas provenientes de ese estado. En 1997 fue dividida en Arista Austin y en Arista Latin; la primera incluía a los artistas Jeff Black, Robert Earl Keen y Abra Moore, la segunda la integraban artistas que cantaban en español. Radney Foster se cambió de Arista Nashville a Arista Austin en 1997.
En 1995 se formó la compañía hermana Career Records; poco después se disolvió y todos los artistas que habían sido recolocados allí volvieron a Arista Nashville, excepto Brett James y Tammy Graham que dejaron Arista. Sin embargo, James regresó a Arista más tarde, en 2002-2003.
En la actualidad distribuye junto con Arista Records las grabaciones de la ganadora del programa de televisión American Idol, Carrie Underwood.

## Artistas
- Adam Brand
- Brooks & Dunn
- Alan Jackson
- Jypsi
- Jerrod Niemann
- Brad Paisley
- Carrie Underwood

## Estuvieron con Arista
- Keith Anderson
- Asleep at the Wheel
- Sherrié Austin
- Blackhawk
- BR549
- Shannon Brown
- Deana Carter
- Jason Michael Carroll
- Jim Collins
- Kristy Lee Cook
- Rob Crosby
- Clint Daniels
- Linda Davis
- Diamond Rio
- Exile
- Radney Foster (empezó en Arista Nashville, se cambió a Arista Austin)
- Tammy Graham (desde Career Records)
- Rebecca Lynn Howard
- Brett James (desde Career Records)
- Carolyn Dawn Johnson
- Dude Mowrey
- Lee Roy Parnell (empezó en Arista Nashville, se cambió a Career Records)
- Pam Tillis
- The Tractors
- Ryan Tyler
- Phil Vassar
- Steve Wariner
- Calvin Wiggett
- Michelle Wright

## Estuvieron en Arista Austin
- Jeff Black
- Robert Earl Keen
- Abra Moore
- Sister 7